# (300156) 2006 VP96
(300156) 2006 VP96 es un asteroide perteneciente al cinturón de asteroides descubierto el 10 de noviembre de 2006 por el equipo del Spacewatch desde el Observatorio Nacional de Kitt Peak, Arizona, Estados Unidos.

## Designación y nombre
Designado provisionalmente como 2006 VP96.

## Características orbitales
2006 VP96 está situado a una distancia media del Sol de 3,153 ua, pudiendo alejarse hasta 3,673 ua y acercarse hasta 2,632 ua. Su excentricidad es 0,165 y la inclinación orbital 3,710 grados. Emplea 2045,04 días en completar una órbita alrededor del Sol.

## Características físicas
La magnitud absoluta de 2006 VP96 es 16. 